# Esaguasu
Esaguasu is een kevergeslacht uit de familie van de boktorren (Cerambycidae). De wetenschappelijke naam van het geslacht werd voor het eerst geldig gepubliceerd in 2007 door Galileo & Martins.

## Soorten
Esaguasu omvat de volgende soorten:
- Esaguasu brenensis Galileo & Esteban-Durán, 2010
- Esaguasu ocularis Galileo & Martins, 2007